# Al-Dschazuli Dafallah

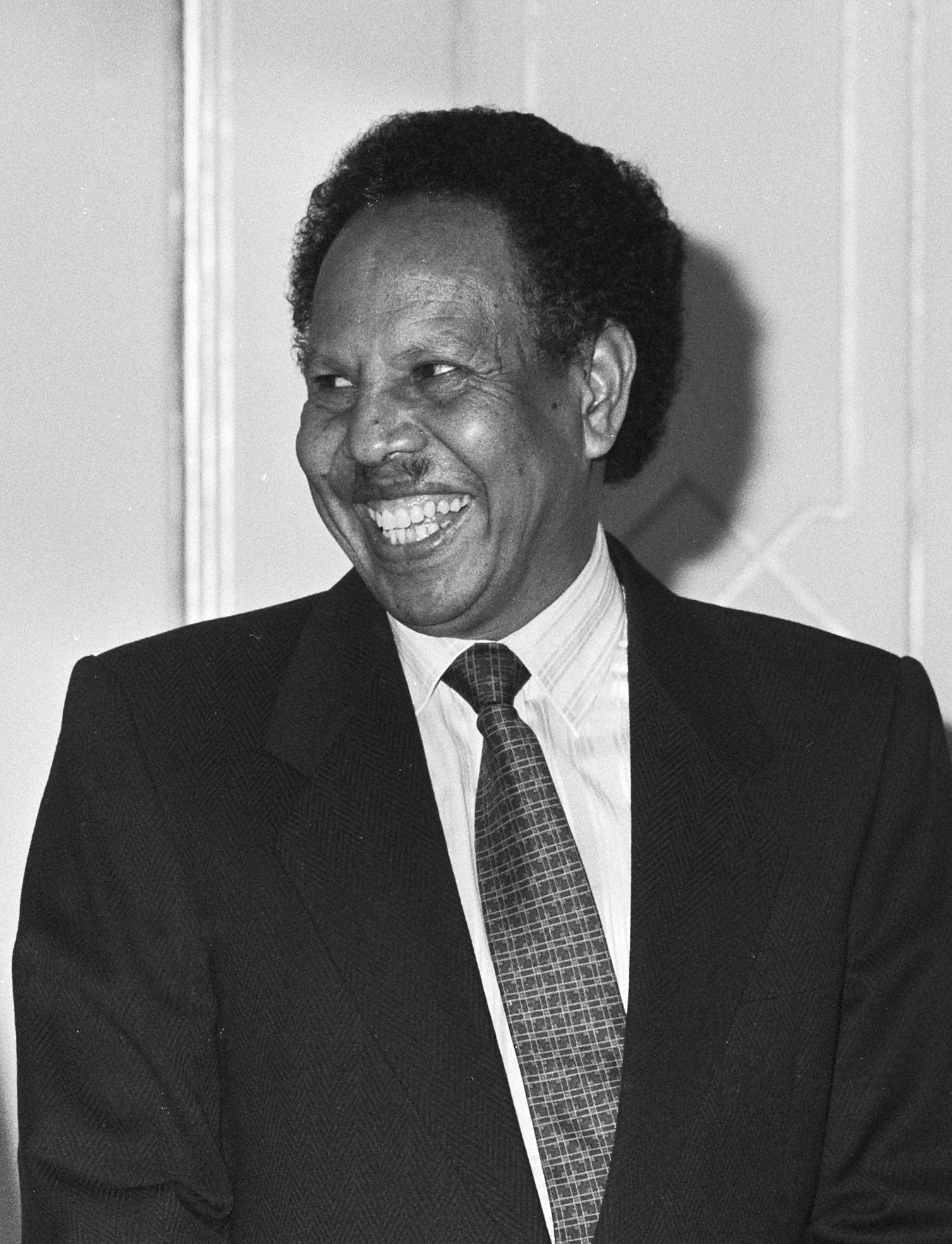
Al-Dschazuli Dafallah, 1985

al-Dschazuli Dafallah (الجازولي دفع الله al-Dschāzūlī Dafʿallāh, DMG al-Ǧāzūlī Ḍafʿallāh; * 1935) war Premierminister Sudans vom 22. April 1985 bis zum 6. Mai 1986.
Nachdem er an einem Putsch teilgenommen hatte, bei dem der Präsident Dschafar Muhammad an-Numairi abgesetzt wurde, war er in der Militärregierung als Premierminister tätig. Er verließ das Amt, nachdem demokratische Wahlen 1986 abgehalten worden waren, und wurde von Sadiq al-Mahdi abgelöst.
| Personendaten    | Personendaten                                                  |
| ---------------- | -------------------------------------------------------------- |
| NAME             | Dafallah, al-Dschazuli                                         |
| ALTERNATIVNAMEN  | الجازولي دفع الله; al-Dschāzūlī Dafʿallāh; al-Ǧāzūlī Ḍafʿallāh |
| KURZBESCHREIBUNG | sudanesischer Politiker, Premierminister Sudans                |
| GEBURTSDATUM     | 1935                                                           |